# Argyre Planitia
Pour les articles homonymes, voir Argyre.
Argyre Planitia est un bassin d'impact de 800 km de diamètre et 5 200 m de profondeur situé dans l'hémisphère sud de la planète Mars et centré par 49,7° S et 316,0° E dans le quadrangle d'Argyre, entre Solis Planum et Bosporos Planum au nord-ouest, Noachis Terra à l'est, et Aonia Terra au sud-ouest. Il s'agit de la deuxième plus grande structure d'impact sur Mars après Hellas Planitia, devant Isidis Planitia. Sa formation serait contemporaine de celle de ces deux autres structures, et remonterait à la fin du Noachien, peut-être en relation avec l'hypothétique « grand bombardement tardif » (LHB en anglais) daté, d'après les échantillons lunaires, de 4,1 à 3,8 milliards d'années avant le présent.

## Géographie et géologie
Le bassin est entouré de régions au relief tourmenté dessinant des structures en anneaux concentriques généralement datées de l'Hespérien. Des escarpements irréguliers matérialisant des failles sont ainsi visibles à l'ouest et à bonne distance du bassin, notamment Argyre Rupes au sud-ouest, Bosporus Rupes au nord-ouest assez près du bassin, et, plus loin au nord, Ogygis Rupes, plus isolé. Le bassin lui-même est ceinturé de chaînes de montagnes, traversées de façon radiale par des vallées évoquant des lits fluviaux :
- au nord, la chaîne des Nereidum Montes est traversée par plusieurs chenaux à l'embouchure d'Uzboi Vallis, une vallée issue du cratère Holden[3] à travers les cratères Bond et Hale, Holden étant lui-même alimenté depuis Margaritifer Chaos par Moravala Valles et Ladon Valles. Les régions de Noachis Terra et Margaritifer Terra sont particulièrement riches en lits de cours d'eau asséchés, l'un d'entre eux étant Nirgal Vallis, ancien affluent de l'Uzboi, aux méandres particulièrement évocateurs ;

- au sud et à l'est, la chaîne des Charitum Montes est traversée par Surius Vallis, Dzigai Vallis et Pallacopas Vallis, cette dernière se prolongeant dans le bassin lui-même avec Nia Vallis, autant de vallées qui semblent avoir alimenté le bassin en eau jusqu'à l'Hespérien et, peut-être même, jusqu'à l'Amazonien pour ce qui concerne Nia Vallis, dont l'aspect semble postérieur aux autres structures et pourrait provenir de la fonte épisodique d'eau contenue dans le possible permafrost de Noachis Terra.

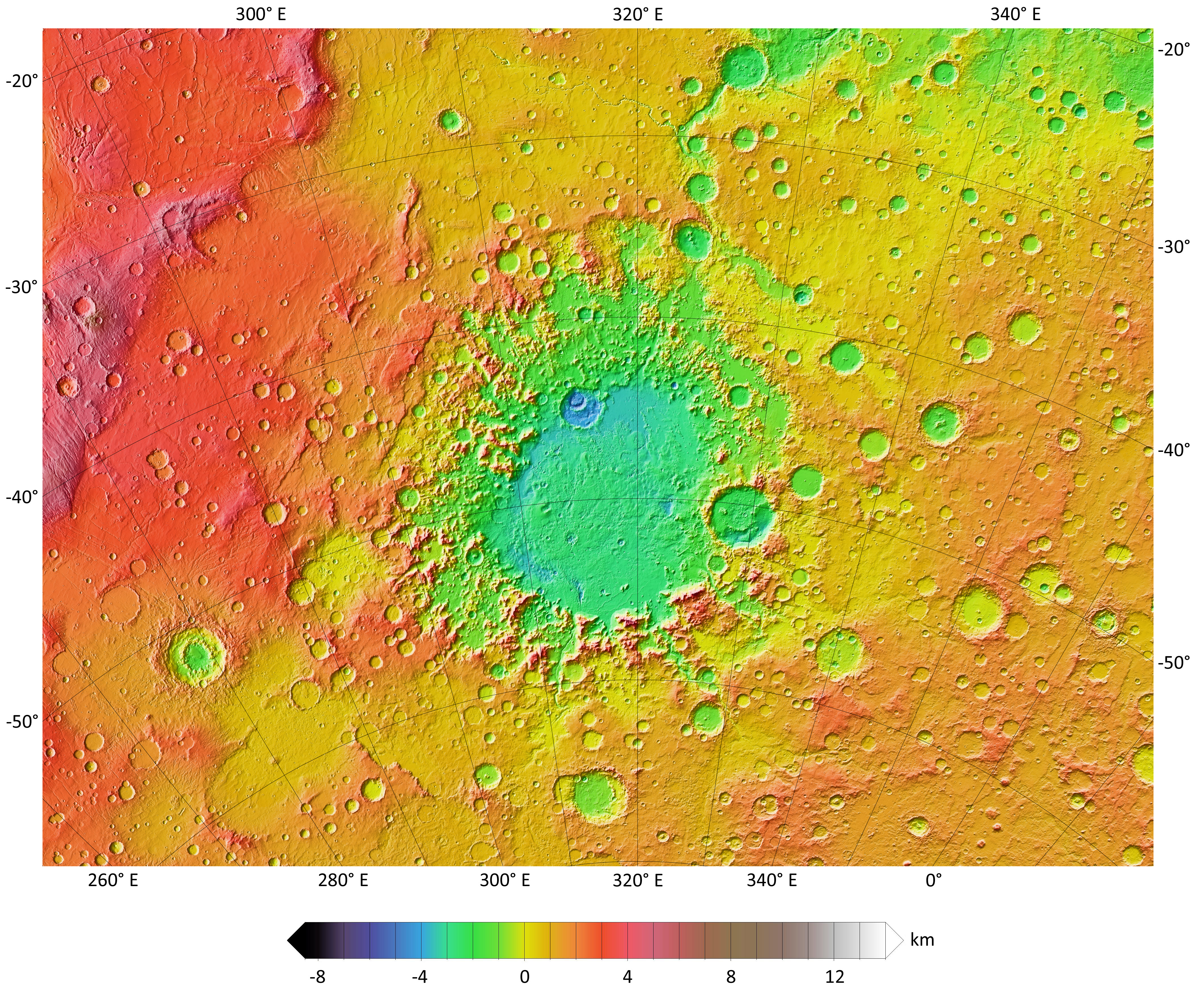
Topographie d'Argyre Planitia.

Le fond du bassin est constitué de terrains assez plats et très faiblement cratérisés laissant apparaître quelques reliefs épars, peut-être provenant de sédiments lacustres, généralement datés de l'Amazonien.
Quelques cratères significatifs altèrent localement la structure du bassin, notamment le cratère Galle à l'est et le cratère Hooke au nord, qui semblent légèrement postérieurs à la formation du bassin lui-même. Ces cratères portent des traces probables de l'action de l'eau, Hooke ayant des reliefs très fortement adoucis comme par un séjour prolongé sous l'eau, et Galle présentant d'une part des éjectas en forme de bourrelets lobés évoquant la formation d'un cratère sur terrain immergé, et d'autre part des chenaux et des ravines parallèles interagissant avec les bords du cratère qui suggèrent également l'action d'eau liquide.

L'assèchement progressif d'Argyre Planitia semble bien illustré par la morphologie des quelques cratères situés sur le fond du bassin, par exemple le cratère Mari au sud-est qui semble presque disparaître sous les sédiments, et le cratère Milford au sud sud-est, un peu plus petit que le précédent, mais qui présente, lui, un relief encore très bien visible, avec un pic central très net et une couronne bien marquée : le premier se serait ainsi formé à une époque — fin du Noachien ou début de l'Hespérien — où l'eau liquide était encore abondante sur Mars et recouvrait probablement le fond du bassin, tandis que le second se serait formé après la disparition définitive de l'eau liquide à la surface de la planète, sans doute à l'Amazonien.